# خاویر سیدونچا
خاویر سیدونچا (انگلیسی: Javier Cidoncha؛ زادهٔ ۱۱ دسامبر ۱۹۹۸) یک بازیگر تلویزیون و فیلم اسپانیایی است. کارهای اصلی او شامل سریال هایی مانند پزشک داخلی مقیم (۲۰۰۷-۲۰۰۹)، پیدایش و حساب پشت سر (۲۰۰۷) است، اگرچه در سریال ال اینترنادو (۲۰۰۸-۲۰۱۰) بود که او به شهرت رسید. او همچنین به دستور کارگردانانی مانند امیلیو آراگون آلوارز و پدرو آلمودوار در سینما کار کرده است. آخرین اثر او فیلم کوتاه روش بی گناه کارگردان پدرو پرز است.